# 쿠로니아어
쿠로니아어(kursenieku valoda)는 동발트어군의 속한 언어이다. 쿠로니아어란 명칭은 '고대 쿠로니아어', '현대 쿠로니아어' 두 언어를 모두 가리키기도 한다.

## 고대 쿠로니아어
통례적으로 쿠로니아어는 서부 라트비아 지역의 쿠로니아 반도에 주로 살았던 쿠로니아인들의 언어를 말한다. 이 언어는 오래전에 사멸되었다. 이 언어는 동발트어군에 속해 있으면서도 고대 프로이센어와 밀접하며, 리보니아어의 영향도 다소 받았다.
이 언어는 17세기경 사멸되었는데, 사멸되면서 라트비아어와 리투아니아어의 서부 방언들의 언어 기층에 영향을 미쳤다. 이 언어로 기록된 문서는 현재까지 알려진 바로는 없지만 리투아니아 서부 지역에서 발견되는 고대 리투아니아어 문서 일부에서 고대 쿠로니아어의 영향을 발견할 수 있다.

## 현대 쿠로니아어
14세기에서 17세기에 걸친 수많은 다양한 이주 과정에서 쿠로니아인들은 쿠로니아 사빈과 동프로이센 지역에 정착했다. 이들의 언어는 리투아니아어와 독일어 각각에서 많은 영향을 받았고, 18세기 말엽에 현대 쿠로니아어가 형성되었다. 특히 쿠로니아 사빈 지역에서 두드러지게 발달했는데, 이는 지형적으로 유럽 본토와 떨어져 리투아니아 등의 영향에서 벗어날 수 있었기 때문이다. 소련이 발트연안 국가들을 점령한 것과 같이 20세기 초반에 일어난 여러 가지 사건들은 현대 쿠로니아어를 거의 사멸 직전으로 몰았다. 또 제2차 세계 대전 이후 인종 청소 과정에서 쫓겨난 일부 쿠로니아인들이 현재 독일에 남게 되었다.
소련의 해체 이후에야 비로소 발트의 여러 국가들은 쿠로니아어를 포함하여 여러 사멸한 발트어파의 언어들과 이 지역의 종족 들에 대해 과학적, 문화적 조사를 재개하게 된다.